# ادمیرالتی آرچ
ادمیرالتی آرچ (انگلیسی: Admiralty Arch) یکی از ساختمان‌های شاخص در شهر لندن است.
این بنا که در سال ۱۹۱۲ ساخته شده یادبودی برای نیروی دریایی بریتانیا است که به صورت طاقی برای عبور خودرو و پیاده ساخته شده‌است. این ساختمان توسط آستون وب طراحی شده مابین خیابان مال و میدان ترافالگار قرار دارد.